# مکس فلایشر
مکس فلایشر (به انگلیسی: Max Fleischer؛ زاده‌شده به نام مایر فلایشر در ۲۸ ژوئیهٔ ۱۹۹۷ – درگذشته ۱۹ ژوئیهٔ ۱۸۸۳) انیماتور لهستانی-آمریکایی و از پیشگامان پویانمایی بود. او به همراه برادرش دیو فلایشر، استودیو فلایشر را راه‌اندازی کرد.
او بیشتر برای خلق شخصیت کارتونی بتی بوپ شناخته می‌شود و برای نخستین بار آثار انیمیشن ملوان زبل و سوپرمن در استودیوی فلایشر ساخته شد. وی همچنین تکنیک روتوسکپی را در ساخت انیمیشن اختراع کرد.